# Final Fight
Final Fight (japanska: ファイナルファイト?) är det första spelet i en beat 'em up-datorspelsserie från Capcom, och började som arkadspel i december 1989 och sedan har kommit till olika hemkonsoler. Spelet släpptes till SNES i Japan den 21 december 1990 ,och i Nordamerika i september 1991. Guy är inte med i denna version. 1993 släpptes spelet även till Sega Mega CD. I denna version är Guy en spelbar karaktär.

## Handling
Spelet kallas även för Street Fighters "kusin", och de utspelar sig i samma "universum". Final Fight, som dock är ett sidscrollande spel där spelaren skall ta sig från vänster till höger på skärmen, utspelar sig i den fiktiva staden Metro City där Cody (ninjan Guy och stadens borgmästare Mike Haggar ger sig ut på gatorna i strid mot gänget Mad Gear, som kidnappat Mike Haggars dotter Jessica eftersom Mike Haggar vägrat samarbeta med Mad Gear. Cody är Jessicas pojkvän.

## Karaktärer

### Spelbara karaktärer
- Haggar
- Cody
- Guy

## Övrigt
- Final Fight skulle egentligen ha varit en uppföljare på Street Fighter. Titeln på spelet var från början Street Fighter '89 sen blev det Street Fighter: The Final Fight.

### Fotnoter
1. ↑  ”Final Fight” (på engelska). Mobygames. 15 mars 1989. http://www.mobygames.com/game/final-fight. Läst 3 december 2015.